# 欣氏松蝦鱂
欣氏松蝦鱂，為輻鰭魚綱鯉齒目鰕鱂亞目溪鱂科的其中一種，為熱帶淡水魚，分布於南美洲巴西Parnaíba河流域，體長可達4公分，棲息在稀疏草原的季節性沼澤，生活習性不明。

## 擴展閱讀
維基物種上的相關：欣氏松蝦鱂